# Kongtong Shan
Kongtong Shan (kinesiska: 崆峒山) är ett berg i Kina. Det ligger i provinsen Gansu, i den nordvästra delen av landet, omkring 250 kilometer öster om provinshuvudstaden Lanzhou. Toppen på Kongtong Shan är 2 051 meter över havet.
Runt Kongtong Shan är det tätbefolkat, med 266 invånare per kvadratkilometer. Närmaste större samhälle är Pingliang, 15,6 km öster om Kongtong Shan. Trakten runt Kongtong Shan består till största delen av jordbruksmark.
Genomsnittlig årsnederbörd är 710 millimeter. Den regnigaste månaden är september, med i genomsnitt 159 mm nederbörd, och den torraste är december, med 1 mm nederbörd.